# Valle del Zalabí
Valle del Zalabí – gmina w Hiszpanii, w prowincji Grenada, w Andaluzji, o powierzchni 108,68 km². W 2011 roku gmina liczyła 2260 mieszkańców.
Alcudia de Guadix, Charches i Exfiliana były trzema niezależnymi gminami, aż w 1974 r. Połączyły się w jedną zwaną Valle del Zalabí, a stolica miasta spadła na miasto Alcudia de Guadix.